# Елисей Мисин
Елисей Мисин (на руски: Елисей Мысин; роден на 28 октомври 2010 г. в Ставропол) е руски пианист, композитор, дете чудо и актьор. Учи в Централното музикално училище към Московската държавна консерватория в класа на проф. Наталия Трул и Даниил Цветков. Той е свирил с колегата виртуоз на пиано Денис Мацуев и също е свирил с Руския национален оркестър и Младежкия симфоничен оркестър.

## Кариера
Първият учител на Елисей е Людмила Тихомирова. На осемгодишна възраст, без партитура, той изпълнява публично Концерт № 3 на Моцарт в ре мажор в Набережние Челни, Русия.
Във Виена той участва в конкурса през 2018 г. Classical Young Stars, международен музикален фестивал за деца и юноши под председателството на Денис Мацуев. Елисей Мисин прави своя актьорски дебют в ролята на Минка във филма от 2020 г. „Всичко за Лиоля и Минка“ (Про Лёлю и Миньку).

## Призове и награди
2016: Финалист на руския телевизионен конкурс „Синя птица“.
- 2017: 1-ва награда в V Международен младежки конкурс „Където се ражда изкуството“.[7]
- 2017: Лауреат на Международния младежки пианистичен конкурс Astana Piano Passion в Казахстан.[7]
- 2019: Солист на международния фестивал AB Michelangeli в Тренто, Италия.[7]
- 2020 и 2021: първа награда на Международния конкурс за пиано „Владимир Крайнев“ в Москва.[7]
- 2022: 1-ва награда на 4th Zhuhai International Mozart Competition за млади музиканти в Китай.
- 2023: 1-ва награда на международния конкурс „Роберт Шуман“ в Дюселдорф за млади пианисти.[8]
- 2023: 1-ва награда на Cleveland International Piano Competition (CIPC), категория юноши (възраст 11 – 14). [9]
- 2023: 1-ва награда на Международния конкурс за пиано на Шопен в Нашвил, Тенеси, раздел „Артисти“ (16 – 22).[10]